# ARA Independencia (V-1)
La nave ARA Independencia è stata la prima portaerei nella storia della Marina Argentina ed apparteneva alla Classe Colossus, portaerei leggere Regno Unito, costruite nella parte finale del secondo conflitto mondiale.

## Servizio
La costruzione dell'unità avvenne nel cantiere navale della Royal Navy Harland and Wolff di Belfast, dove il suo scafo venne impostato sugli scali il 12 dicembre 1942. Il suo nome originario era Brave, ma durante la sua costruzione venne ribattezzata Warrior ed ebbe il distintivo ottico R31. Varata, il 20 maggio 1944, venne consegnata alla Royal Navy il 24 gennaio 1946, non facendo così in tempo a prendere parte al conflitto.

### HMCS Warrior (R31)

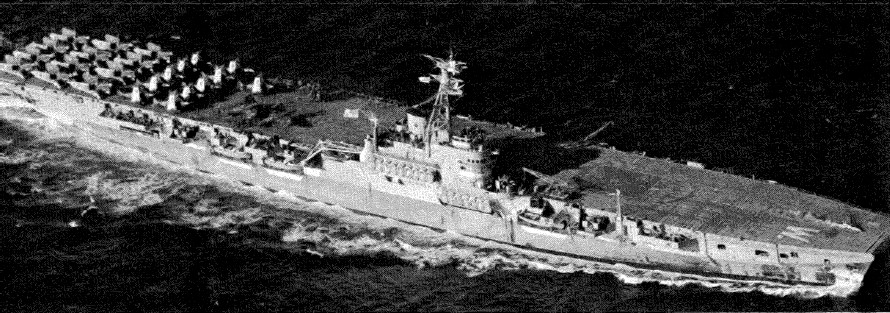
La portaerei HMCS Warrior (R31)

Subito dopo essere entrata in servizio la nave venne trasferita al Canada, entrando in servizio nella Marina Canadese il 14 marzo 1946.
Gli inglesi al momento della costruzione avevano intenzione di impiegarla in Oceano Indiano e per guadagnare tempo nel suo allestimento, la nave venne costruita senza impianto di riscaldamento, non essendo necessario in ambiente tropicale.
La mancanza dell'impianto di riscaldamento, nelle fredde acque dell'Atlantico del nord, al largo delle coste orientali del Canada, creò, nel corso del 1947, notevoli problemi all'equipaggio, per cui i canadesi, anziché di dotarla di impianto di riscaldamento, preferirono raggiungere con gli inglesi un accordo per la sua sostituzione con una portaerei della Classe Majestic, meglio attrezzata per affrontare i rigori invernali del clima dell'Atlantico settentrionale.
La nave venne restituita al Regno Unito il 23 marzo 1948, mentre la nuova unità era stata consegnata ai canadesi due giorni prima, il 21 marzo.

### HMS Warrior (R31)

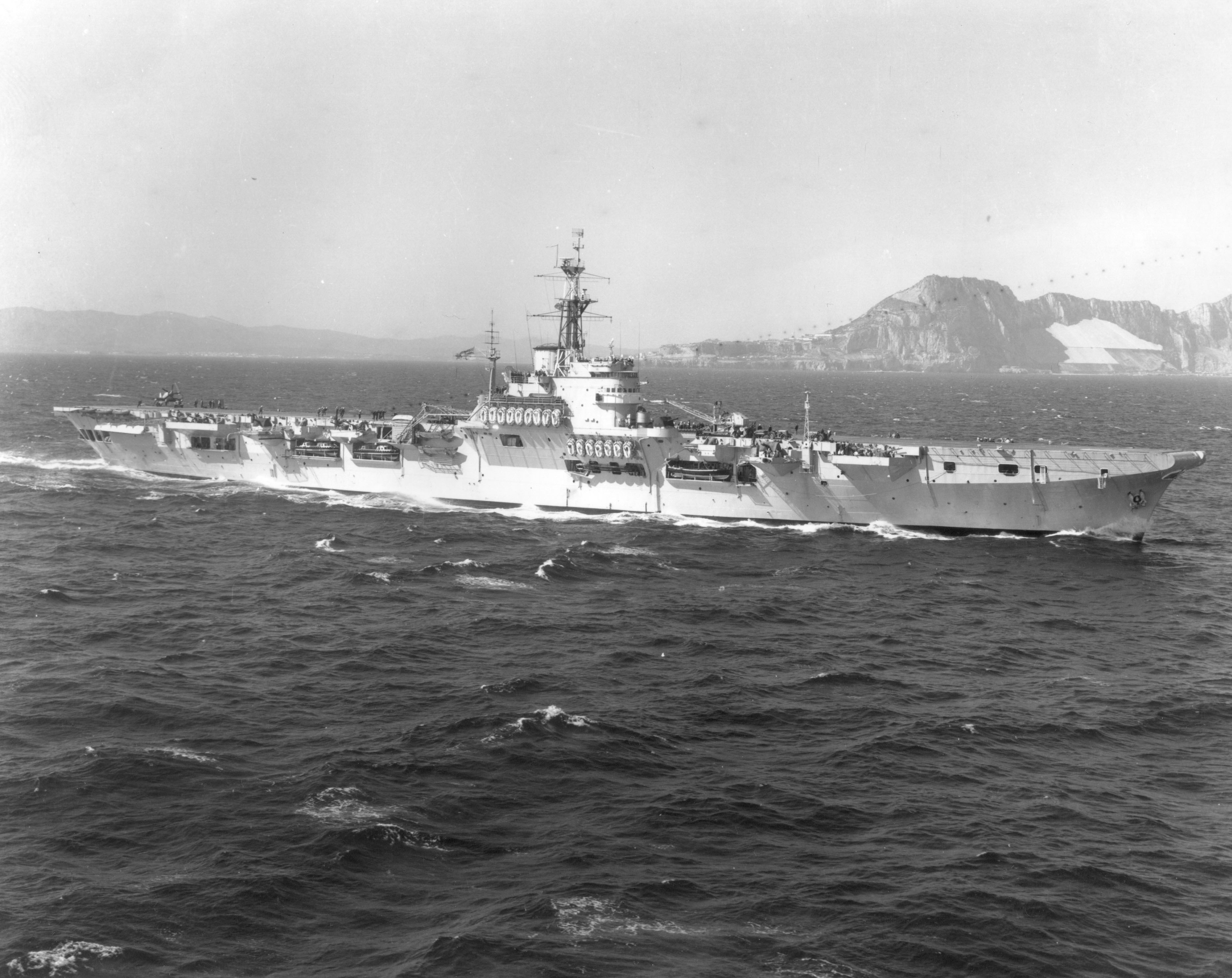
HMS Warrior

Rientrata in Inghilterra, la Warrior venne sottoposta nella base di Devonport ad un ciclo di lavori, nel corso dei quali venne dotata di un ponte di volo flessibile, con strati di gomma, per testare la possibilità di imbarcare aerei privi di carrello di atterraggio, come il Sea Vampire, ma sebbene le prove abbiano dato esito positivo l'aereo non venne imbarcato. Entrata in bacino nel settembre 1949, venne rimessa in servizio nel giugno 1950 come un trasporto truppe e trasporto aerei per sostenere le forze britanniche impegnate nella Guerra di Corea. La nave venne sottoposta a lavori di riammodernamento tra il 1952 e il 1953 a Devonport, e dopo un breve ritorno in servizio rientrò in cantiere per lavori di riammodernamento il 14 dicembre 1954 e nel corso dei lavori il ponte venne ricostruito leggermente angolato.
Il 15 maggio 1957 durante l'operazione Grapple, primo esperimento britannico di bomba all'idrogeno, nell'atollo di Kiritimati nel Pacifico centrale, nel corso dell'esperimento alcuni velivoli decollarono dalla poraerei per raccogliere campioni di prove nelle zone contaminate da radioattività.
Successivamente la nave si recò in visita in Argentina, nazione alla quale gli inglesi, avendo deciso di ritirarla dal servizio, intendevano venderla.

### ARA Independencia (V-1)
La Marina Argentina dopo uno studio della situazione strategica marittima dell'area geografica, realizzato nel 1942, e analizzato il probabile teatro di operazioni che ne derivavano, era giunta alla conclusione della necessità di dotarsi di portaerei ed il 16 settembre 1943 venne firmato il decreto che autorizzava l'acquisto di una portaerei, che tuttavia venne ritardato di quindici anni, quando il 4 luglio 1958 il Presidente argentino Arturo Frondizi annunciò l'acquisto della portaerei inglese "HMS Warrior", che l'anno precedente aveva visitato Buenos Aires. Il 16 settembre 1958 venne firmato il decreto che ne autorizzava l'acquisto che venne finanziato con i fondi ottenuti dalla vendita ai demolitori delle vecchie corazzate Moreno e Rivadavia e del vecchio incrociatore corazzato Pueyrredón.

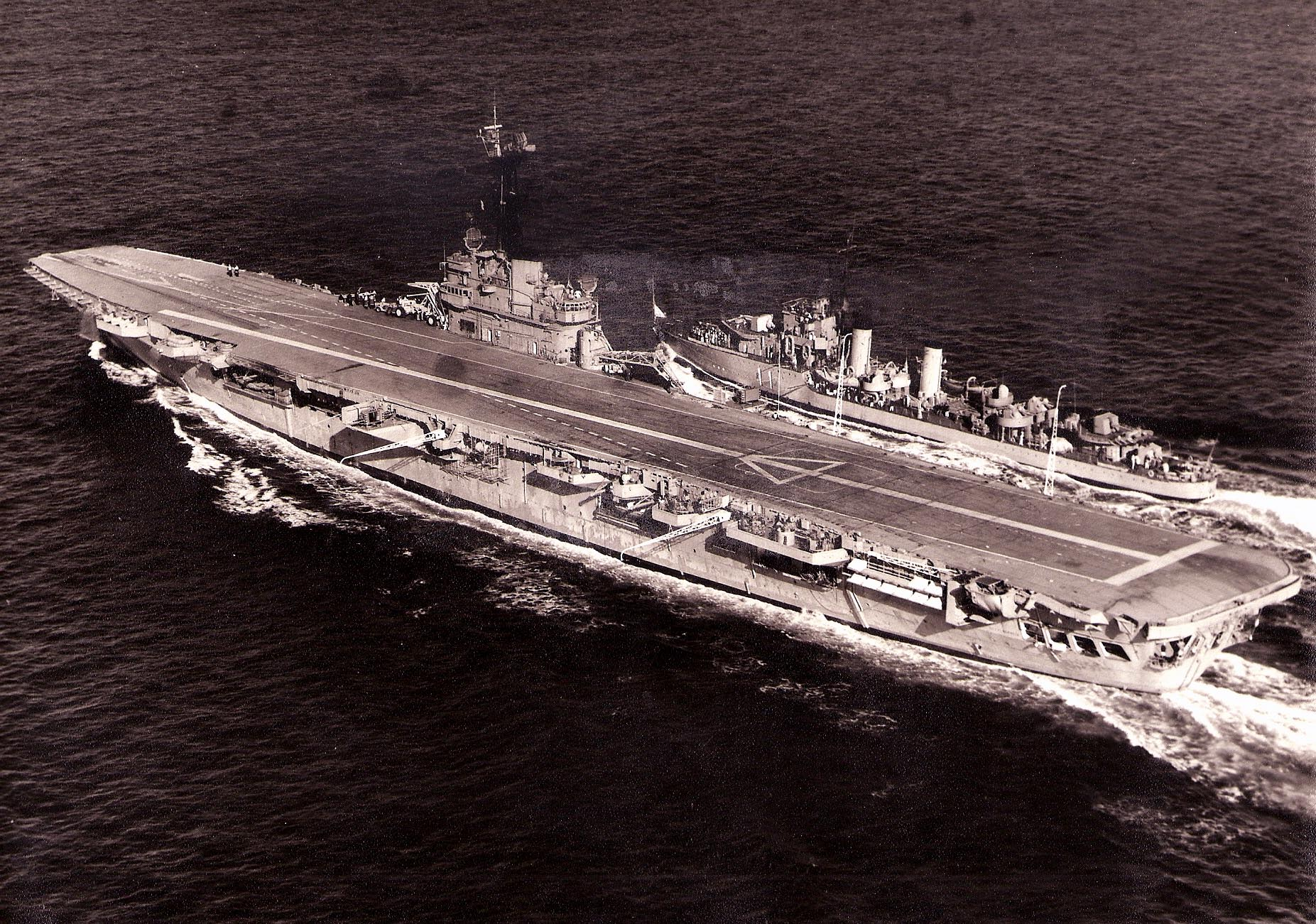
La nave nel 1965 in esercitazione affiancata dal cacciatorpediniere Misiones

Al comando della nave, ribattezzata Independencia venne designato il Capitano di Vascello Carlos Sánchez Sañudo, che con un ridotto equipaggio di circa 300 uomini ebbe l'incarico di curarne l'allestimento, da completare nell'arco di tre mesi.
L'allestimento, coadiuvato da personale britannico, ebbe inizio il 30 settembre 1958 ed il successivo 4 novembre il pabellón nacional venne issato per la prima volta sul pennone dell'unità e nello stesso mese vennero effettuate le prime prove in mare.
L'allestimento venne completato l'8 dicembre e dopo aver effettuato una navigazione di prova, il 10 dicembre la nave partì per l'Argentina, dove giunse il 30 dello stesso mese e ad attendere la nave al suo arrivo all'ingresso della sua nuova base operativa di Puerto Belgrano c'erano gli incrociatori Veinticinco de Mayo e General Belgrano. L'unità, salutata al suo arrivo da 21 salve di cannone venne ormeggiata nella parte di darsena denominata molo corazzate
Nei primi mesi nell'Armada Argentina venne completato il suo allestimento con diverse modifiche strutturali effettuate nella Base Navale di Puerto Belgrano e il 3 giugno 1959 salpò per Golfo Nuevo, dove il 5 giugno avvenne il primo appontaggio di un aereo della Aviación Naval Argentina al cui comando era il Capitán de Corbeta aviador Naval Justiniano Martínez Achával e l'8 giugno dal ponte di volo della nave decollarono e appontarono cinque aerei North American SNJ-5Cs Texan.
All'inizio di giugno la nave giunse aper la prima volta a Buenos Aires dove alle ore 11 della mattina dell'8 luglio 1959 ricevette la bandiera di combattimento offerta dall'Esercito Argentino e dopo essere salpata dalla capitale argentina la nave prese parte alla esercitazione "Unitas I" in cui effettuò manovre antisommergibile. Il 3 settembre sul suo ponte di volo ebbe luogo il primo appontaggio notturno e nello stesso mese visitò Ushuaia, infine il 6 dicembre 1959 avvenne il primo lancio con catapulta di un Corsair.
Nel 1961 la nave si recò in visita a Montevideo e nel mese di aprile 1962 negli Stati Uniti, per imbarcare sei Grumman S-2 Tracker, due F9F Cougar e due elicotteri Sikorsky S-55. Il primo appontaggio di un Grumman S-2 avvenne il 23 aprile 1962 nella base di Norfolk in Virginia.
Il Grupo Aéreo Embarcado (GAE) era pertanto formato da velivoli F4U Corsair con compiti d'attacco, da North American T-6 Texan con cpmpiti addestrativi, da S-2 Tracker per la lotta antisomergibile e da elicotteri S-55 per operazioni di ricerca e salvataggio.
Dopo avere imbarcato i nuovi velivoli la portaerei fece ritorno in Argentina, raggiungendo la sua base di Puerto Belgrano il 24 maggio successivo. Nonostante il COAN avesse a disposizione aerei con propulsione a reazione, i Grumman F9F Panther ed Grumman F9F Cougar, avevano difficoltà ad essere imbarcati a causa della non adeguata potenza della catapulta.
Dal 1962, ha partecipato a tutte le esercitazioni UNITAS ed in seguito a eservitazioni con la US Navy, la Royal Navy, la Marine Nationale e con la Marina Militare Italiana. Nell'agosto del 1963, avvenne il primo appontaggio di un Grumman F9F Panther.
Il velivolo Grumman S2F-1 (S-2F) Tracker 0542/2-AS-7, comandato dal Tenente di Vascello Juan Salaverri effettuò, nel novembre 1967, l'appontaggio n° 5000 a bordo della portaerei ed un anno più tardi, nel dicembre 1968 lo stesso velivolo fu l'ultimo a decollare dal ponte di volo della nave.
Dopo l'arrivo nel 1969 della gemella Veinticinco de Mayo, acquistata dalla Marina Olandese la nave passò in riserva ed offerta alla Marina Peruviana, ma essendo stata l'offerta rifiutata, la nave venne venduta per la demolizione che iniziò nell'ottobre 1971.